# Sachsen-Weimar
Sachsen-Weimar var ett ernestinskt hertigdöme i Tysk-romerska riket med huvudstad i Weimar i nuvarande Thüringen.
Hertigdömet räknar sitt ursprung från 1572 års delning av den ernestinska linjens besittningar, förminskades 1603 genom instiftandet av linjen Sachsen-Altenburg men tillökades 1638 med hertigdömet Sachsen-Eisenach. 1640 uppdelades landet i Sachsen-Weimar och Sachsen-Gotha, vilken delning för framtiden blev bestående.

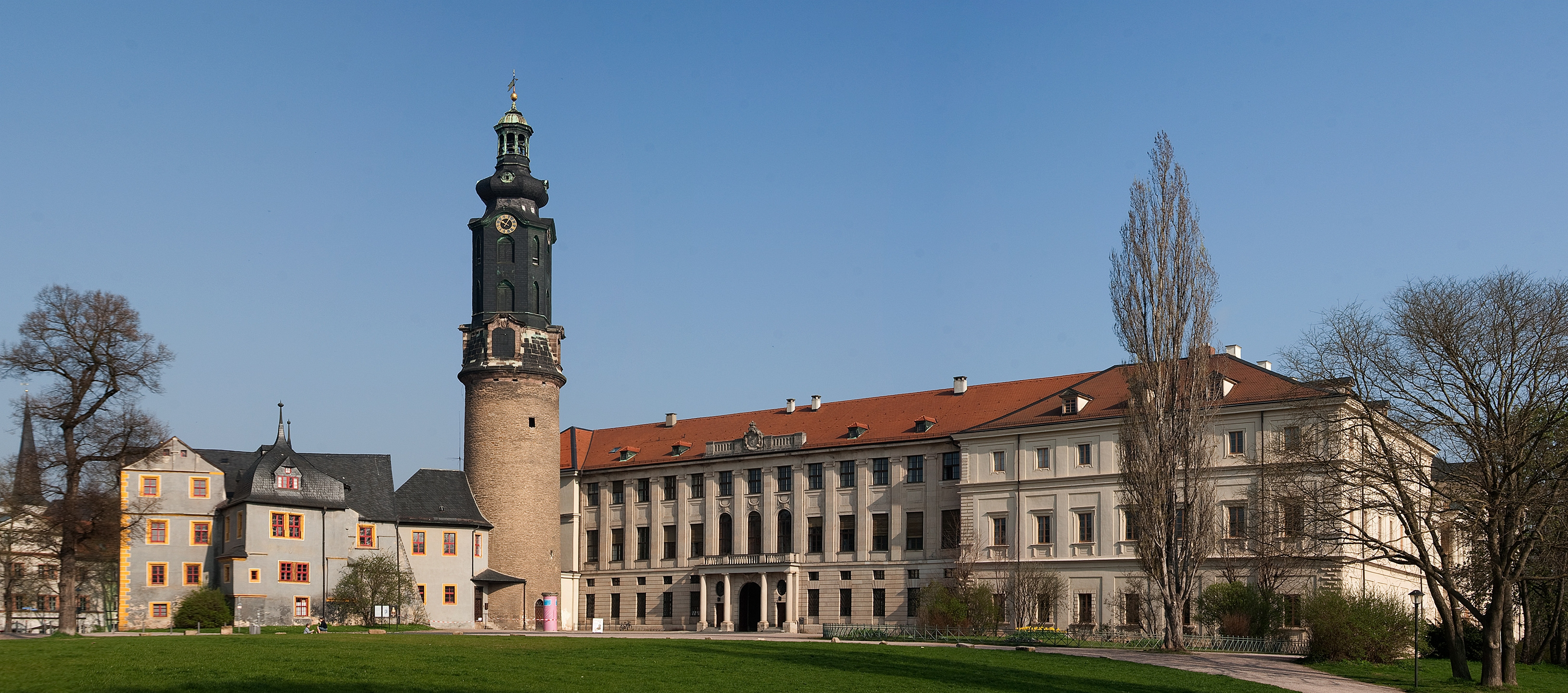
Hertigens residens Schloss Weimar.

En vidare uppdelning av Sachsen-Weimar 1662 i icke mindre än 4 grenar blev mindre betydelsefull, då Sachsen-Eisenach utdog 1671, Sachsen-Jena 1690 och Sachsen-Marksuhl (Eisenach) 1741, varefter deras områden tillföll hertig Ernst August av Sachsen-Weimar, som 1719 infört primogenitur; officiellt benämndes landet efter 1741 Sachsen-Weimar-Eisenach.
1741 utökades det med området kring staden Jena och 1809 slogs det ihop med Sachsen-Eisenach och fick namnet Sachsen-Weimar-Eisenach, som 1815 blev storhertigdöme. 1920 inlemmades det i Land Thüringen.

## Regenter
- Johan Vilhelm av Sachsen-Weimar (reg. 1554–1573)
- Fredrik Vilhelm I av Sachsen-Weimar (1573–1602), Johan Vilhelm son
  - Johan III av Sachsen-Weimar (1602–1605), bror
- Johan Ernst I av Sachsen-Weimar (1605–1620), Johan III:s son
  - Vilhelm av Sachsen-Weimar (1620–1662), bror
- Johan Ernst II av Sachsen-Weimar (1662–1683), Vilhelms son
- Johan Ernst III av Sachsen-Weimar (1683–1707), Johan Ernst II:s son
- Vilhelm Ernst av Sachsen-Weimar (1683–1728), Johan Ernst II:s son
- Ernst August I av Sachsen-Weimar (1707–1748), Johan Ernst III:s son

I personalunion med Sachsen-Eisenach efter 1741
- Ernst August II av Sachsen-Weimar (1748–1758), Ernst August I:s son
- Karl August av Sachsen-Weimar (1758–1809), Ernst August II:s son

I realunion med Sachsen-Eisenach efter 1809 som Sachsen-Weimar-Eisenach

## Källa
- Sachsen-Weimar i Nordisk familjebok (fjärde upplagan, 1951)